# Tragia hispida
Tragia hispida är en törelväxtart som beskrevs av Carl Ludwig von Willdenow. Tragia hispida ingår i släktet Tragia och familjen törelväxter. Inga underarter finns listade i Catalogue of Life.